# سید امیرمحمود انوار
سید امیرمحمود انوار (۱۳۲۴ در تهران - ۱۳ آذر ۱۳۹۱) پژوهشگر، نویسنده و استاد دانشگاه در زمینهٔ ادب و عرفان بود.

## تحصیلات
از کودکی نزد پدرش تحصیل علم را آغاز کرد و ادبیات عربی، ادبیات فارسی و کتب علوم صرف، نحو و بلاغت به ویژه کتاب‌های سیوطی، مغنی و مطول و منطق و اصول فقه و حکمت را آموخت. در سن پانزده سالگی در محضر عبدالحمید بدیع الزمانی در مؤسسه دانشکده ادبیات دانشگاه تهران حضور یافت و نزد وی متون گوناگون لغوی، نظم و نثر و صرف و نحو عربی را فراگرفت. در مدت تحصیل دانشجوی ممتاز وی بود تا اینکه در بیست و پنج سالگی از رساله دکترای خود با راهنمایی بدیع الزمانی و با نمره بسیار عالی دفاع کرد. از بیست و یک سالگی درس حکمت و عرفان را نزد الهی قمشه‌ای آموخت و حدود ده سال متون فلسفه چون منظومه حاج ملاهادی سبزواری و متون عرفانی چون شرح نابلسی و بورینی بر دیوان ابن فارض مصری و تفاسیر عرفانی چون تفسیر محیی الدین و غیره را به همراه علوم دیگر چون عروض وبیان فرا گرفت. چند سالی هم نزد علمای دیگر حوزه چون آیت الله فقیهی و علامه گیلانی، سیوطی و مطول را آموخت.

## تدریس
وی به مطالعه و تدریس متون عرفانی و تفسیری چون «مصباح الهدایه» عزالدین محمود کاشانی و «کشف الاسرار» میبدی، «عرائس البیان» روزبهان بقلی فسوی و کتب خواجه عبدالله انصاری و «اساس الاقتباس خواجه طوسی» و حکمت مشاء آثار بوعلی و تحصیل بهمنیار و… پرداختند. از سال ۱۳۴۶ به تدریس متون عرفانی فارسی، عربی، نظم ونثر، متون بلاغی، صرف و نحو و لغت مشغول شد.

## تألیفات
از مهمترین تألیفات او کتاب‌‌های «ایوان مداین از دیدگاه بحتری و خاقانی، شرح قصیده سینیه بحتری» و  «سعدی و متنبی و داوری میان دو شاعر پارسی و تازی» است.
او ذوق شعری هم داشت و افزون بر دیوان خود چهار اثر منظوم را هم تصحیح کرد که عبارتند از: «تصحیح و نقد و بررسی و تعریب دیوان ابوالفتح بستی شاعر ذوالسانین ایران و دوره غزنوی و شرح منظوم و منثور آن»، «منتخب اشعار حکیم ابوالمعارف زاهد و مقدمه‌ای تحلیلی بر آن»، «مقدمه‌ای تحلیلی بر کاروان عشق اثر طغرا یغمایی» و «مقدمه‌ای تحلیلی و عرفانی برگزیده دیوان محیی الدین الهی قمشه‌ای

## درگذشت
وی در یکشنبه‌شب ۱۳ آذر ۱۳۹۱، پس از تحمل چند ماه بیماری، درگذشت.